# Eivin Granath
Ivar Eivin Leonard Granath, född 13 december 1914 i Örebro, död där 21 mars 1993, var en svensk målare. 
Han var son till smeden Ivar Granat och Elinora Sundberg samt från 1938 gift med Margit Molinder.
Granath studerade konst en kortare tid för Isaac Grünewald 1945 samt under perioder vid skilda tillfällen och vid Otte Skölds målarskola 1946–1949 samt under studieresor till bland annat Frankrike, Spanien, Rumänien och England. Separat ställde han ut i bland annat Örebro, Arboga och Västerås och medverkade i Örebro läns konstförenings utställningar. Hans konst består av stadsbilder, beskrivande landskap, stilleben, nakenstudier och figurer. Granath är representerad vid Örebro läns museum, Örebro läns landsting, Livregementets grenadjärer och i Gustaf VI Adolfs samling.
Eivin Granath är gravsatt i Gamla minneslunden på Norra kyrkogården i Örebro.